# Scharwandeck
Il monte Scharwandeck si trova a 2.050 m sopra il livello del mare. È un'alta montagna nei monti del Dachstein, al confine tra gli stati austriaci dell'Alta Austria e del Salisburghese collocato nel massiccio del Gosaukamm. 

## Geografia
La Cresta Nordovest di 1.964m. si dirama dallo Steiglweg verso il versante settentrionale del Wasserkar e nell'angolo est della Linzerturm. Qui a sinistra sul vecchio sentiero (anelli in ferro e pioli in legno) abbastanza esposto su una costola e in alto a destra su una piccola cengia verde, sotto la quale un canale ghiaioso conduce ad un varco a sinistra. oltre lo Schartel, attraversando le macerie di una piccola conca circolare, nei fianchi nord-ovest dello Scharwandeck, che sono attraversati da rigogliosi pascoli erbosi, sui quali si sale ora molto ripidamente, ma senza difficoltà. Dopo aver guadagnato la cresta nord si deve superare ancora una cresta difficile e in breve ci si ritrova sulla vetta dello Scharwandeck.
Scendere in direzione sud-ovest fino al successivo foro, poi - superando alcuni punti fragili - verso il pendio pianeggiante e ripido della Scharwandspitze. Qui a destra su un tratto pianeggiante si entra in una gola profonda e facilmente accessibile nella quale sono incastrati due possenti blocchi. Si passa sotto il primo, si aggira il secondo sulla parete a destra e poi una breve e fragile cresta porta in vetta alla Scharwandspitze. Circa 2 ore e mezza dalla partenza. Arrampicata estremamente panoramica, di media difficoltà.
La prima salita da nord e primo passaggio alla Scharwandspitze di 2.170m fu opera di Paul Preuss, Günther von Saar e Hans Reinl il 17 settembre 1913.

## Scalate
Prima salita del maggiore Arnold v., Hans Reinl, Anton e Felix Steinmaier e Karl Wieshammer il 7 settembre 1913 (Ö.AZ 1914, p. 64; rapporto annuale del S. Bayerland des D. u. Ö.AV 1913, p. 112).
Fonte: Comunicazioni del DÖAV 1915, pagina 72

## Accesso
Dalla Vordere Scharwandalm alla Hintere Scharwandalm fino ai Weitgries. Da qui a destra attraverso un ripido canale ghiaioso che sale verso la forcella tra Scharwandeck e Scharwandspitze. Dove si biforca a destra attraverso un breve camino nella stretta continuazione del canalone pieno di blocchi sciolti e nel divario tra Scharwandeck e un forejag. Si svolta ora a destra per balze pianeggianti ed erbose fino al punto più alto. Vista molto istruttiva. Salita breve e di media difficoltà.